# Kandhla
Kandhla is een stad en gemeente in het district Shamli van de Indiase staat Uttar Pradesh. De stad ligt ruim 80 kilometer ten noorden van de metropool Delhi. 

## Demografie
Volgens de Indiase volkstelling van 2001 wonen er 40.183 mensen in Kandhla, waarvan 52% mannelijk en 48% vrouwelijk is. De plaats heeft een alfabetiseringsgraad van 39%.